# سوزنه

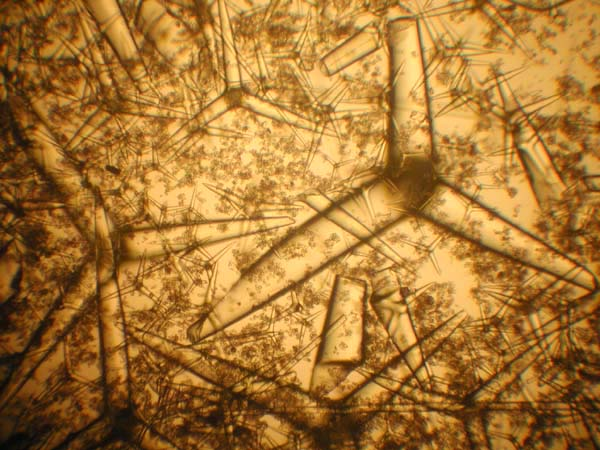
سوزنه‌ها

سوزنه‌ها (به انگلیسی: Spicule) ساختارهای  استخوانی‌ای هستند که در بیشتر اسفنج‌ها دیده می‌شوند. سوزنه‌ها هم برای استواری ساختاری این جانداران و هم برای پس‌راندن درندگان اهمیت دارند.
برای سوزنه برابرهای دیگری همچون خارچه یا خارک (همانندی با واژۀ spike)، سیخک و سنبله هم به کار رفته‌است.